# روبرت لويد تايلور
روبرت لويد تايلور (بالإنجليزية: Robert Lloyd-Taylor)‏ مواليد 1 سبتمبر 1980 في إنجلترا، هو ملاكم محترف إنجليزي يصنف ضمن فئة الوزن المتوسط.

## إحصائيات
خاض خلال مسيرته 27 نزالا، فاز في 19 ولم يتعادل وخسر في 8. فاز بالضربة القاضية في 5 نزالا.

## روابط خارجية
- روبرت لويد تايلور على موقع بوكس ريك (الإنجليزية) (registration required)